# Noureddine Drâa
Noureddine Drâa (surnommé Noré par ses amis), est un poète et peintre algérien, né à Sidi Bel Abbès le 24 décembre 1956 et mort dans la même ville le 3 mars 2013.

## Biographie
Noureddine Drâa est né le 24 décembre 1956. En 1977, il participe à une exposition collective d'art à Tiaret. Il effectue ensuite son service militaire jusqu'en 1979. Il adhère cette année-là à l’union nationale des arts plastiques. En 1989, il expose en solo pour la première fois dans le hall du théâtre régional de Sidi Bel Abbès. Il expose au même endroit en 1990. 
Il a réalisé la cinégraphie de plusieurs pièces théâtrales. Il est un des membres fondateurs de l’association El Bassma. Il a réalisé des fresques dans plusieurs villes dont Sidi Bel Abbès et Hassi Messaoud. Il est mort le 3 mars 2013.